# O'Gorman Rocks
O'Gorman Rocks är en kulle i Antarktis. Den ligger i Östantarktis. Australien gör anspråk på området. Toppen på O'Gorman Rocks är 7 meter över havet.
Terrängen runt O'Gorman Rocks är platt. Havet är nära O'Gorman Rocks åt nordväst. Trakten är glest befolkad. Närmaste befolkade plats är Davis Station, 0,91 km sydost om O'Gorman Rocks. 